# Rang (Doubs)
Pour les articles homonymes, voir Rang.
Rang est une commune française située dans le département du Doubs, la région culturelle et historique de Franche-Comté et la région administrative Bourgogne-Franche-Comté.
Ses habitants sont appelés les Rangeois.

## Géographie

### Toponymie
Rans près de Lile en 1371 ; Ran sur le Dou en 1420 ; Vicarius de Ranco en 1547 ; Rans en 1600 ; Rans lez Lisle en 1671.

### Communes limitrophes
| Pompierre-sur-Doubs  | Mancenans | Appenans            |
| Saint-Georges-Armont | Rang      | L'Isle-sur-le-Doubs |
|                      | Anteuil   |                     |

### Climat
Pour des articles plus généraux, voir Climat de la Bourgogne-Franche-Comté et Climat du Doubs.
En 2010, le climat de la commune est de type climat de montagne, selon une étude du Centre national de la recherche scientifique s'appuyant sur une série de données couvrant la période 1971-2000. En 2020, Météo-France publie une typologie des climats de la France métropolitaine dans laquelle la commune est exposée à un climat semi-continental et est dans la région climatique  Jura, caractérisée par une forte pluviométrie en toutes saisons (1 000 à 1 500 mm/an), des hivers rigoureux et un ensoleillement médiocre. 
Pour la période 1971-2000, la température annuelle moyenne est de 10,2 °C, avec une amplitude thermique annuelle de 17,4 °C. Le cumul annuel moyen de précipitations est de 1 220 mm, avec 12,6 jours de précipitations en janvier et 10,5 jours en juillet. Pour la période 1991-2020, la température moyenne annuelle observée sur la station météorologique de Météo-France la plus proche, « Medière », sur la commune de Médière à 4 km à vol d'oiseau, est de 11,5 °C et le cumul annuel moyen de précipitations est de 1 105,2 mm. 
La température maximale relevée sur cette station est de 40,2 °C, atteinte le 24 juillet 2019 ; la température minimale est de −17 °C, atteinte le 5 février 2012,,. 
Les paramètres climatiques de la commune ont été estimés pour le milieu du siècle (2041-2070) selon différents scénarios d'émission de gaz à effet de serre à partir des nouvelles projections climatiques de référence DRIAS-2020. Ils sont consultables sur un site dédié publié par Météo-France en novembre 2022.

## Urbanisme

### Typologie
Au 1er janvier 2024, Rang est catégorisée commune rurale à habitat dispersé, selon la nouvelle grille communale de densité à 7 niveaux définie par l'Insee en 2022.
Elle est située hors unité urbaine. Par ailleurs la commune fait partie de l'aire d'attraction de Montbéliard, dont elle est une commune de la couronne,. Cette aire, qui regroupe 137 communes, est catégorisée dans les aires de 50 000 à moins de 200 000 habitants,.

### Occupation des sols
L'occupation des sols de la commune, telle qu'elle ressort de la base de données européenne d’occupation biophysique des sols Corine Land Cover (CLC), est marquée par l'importance des territoires agricoles (52,6 % en 2018), en diminution par rapport à 1990 (57 %). La répartition détaillée en 2018 est la suivante : 
prairies (42,1 %), forêts (39 %), zones agricoles hétérogènes (10,2 %), zones urbanisées (4,2 %), zones industrielles ou commerciales et réseaux de communication (2,4 %), eaux continentales (1,7 %), terres arables (0,3 %). L'évolution de l’occupation des sols de la commune et de ses infrastructures peut être observée sur les différentes représentations cartographiques du territoire : la carte de Cassini (XVIIIe siècle), la carte d'état-major (1820-1866) et les cartes ou photos aériennes de l'IGN pour la période actuelle (1950 à aujourd'hui).

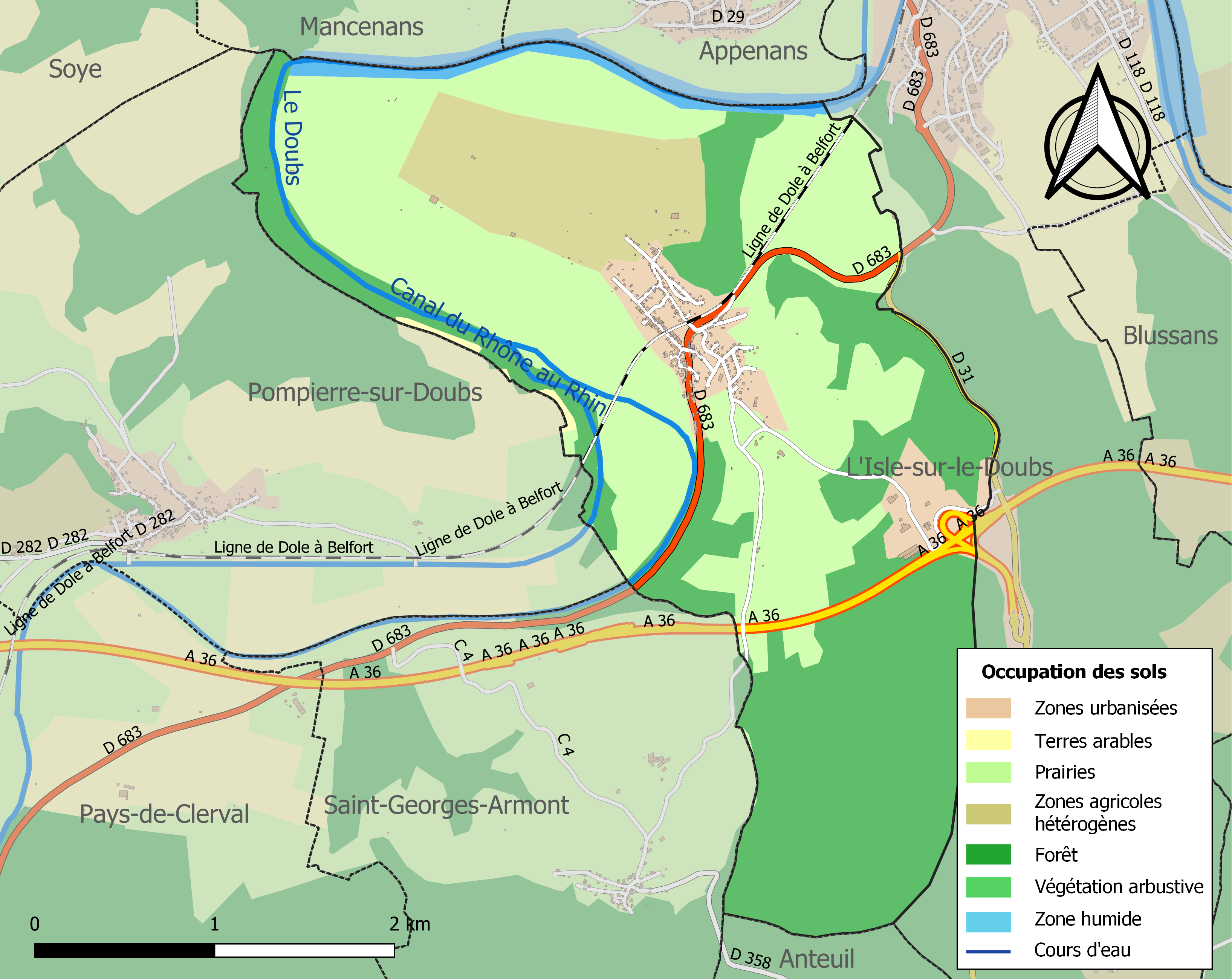
Carte des infrastructures et de l'occupation des sols de la commune en 2018 (CLC).

## Histoire
Le château
Il est mentionné dès le XIIe siècle. Il a été érigé par les comtes de Bourgogne pour défendre le cours du Doubs ; Hugues de Bourgogne y séjournait fréquemment. Les fossés de la forteresse médiévale étaient alimentés par le Doubs et par une source. Doté d'un pont-levis, elle se composait de trois ailes disposées autour d'une cour carrée. Le donjon carré et trois tours circulaires en défendaient les angles. La face sud était comportait une porterie et un muraille à créneaux ; au milieu du côté est, une tour quadrangulaire s'ouvrait sur la cour ; aux extrémités de l'aile nord se trouvaient deux tours. Le donjon mesurait 16 m de côté sur 22 m de hauteur ; il se composait d'un rez-de-chaussée et de quatre étages. Les murs du donjon et des tours étaient percés de meurtrières.
En 1477, Louis XI envahit la Franche Comté avec à la tête de son armée, Georges de La Trémoille, sire de Craon. A cette occasion, 300 hommes furent massacrés au pont de Fraisans et le château de Fraisans détruit ; il est probable que le château de Rans, distant de 3 km, a subi le même sort.
Le château fut plusieurs fois détruit, reconstruit et transformé au cours des siècles. Napoléon Ier y a séjourné lors de son retour de la campagne d'Italie. Jules Vautherin, directeur de la société des forges de Fraisans en devint propriétaire et l'a transmis à ses descendants, dont Jean Vautherin, son arrière petit-fils. Il ne subsiste aujourd'hui que le donjon, l'aile est et une partie du côté nord.
Première Guerre mondiale
Après la guerre, à la suite d'une erreur dans le rapatriement des corps, Ulysse Pourcelot, un soldat de Rang, se retrouve inhumé dans le cimetière communal de Boigny-sur-Bionne.

## Héraldique
| Blason de Rang | Blason  | Coupé : au 1er d’or à la roue de moulin de gueules, au 2e d’argent à deux burelles de sable surmontées de la fontaine du lieu en ombre du même et chapé d’azur. |
| Blason de Rang | Détails | Le statut officiel du blason reste à déterminer. |

## Politique et administration

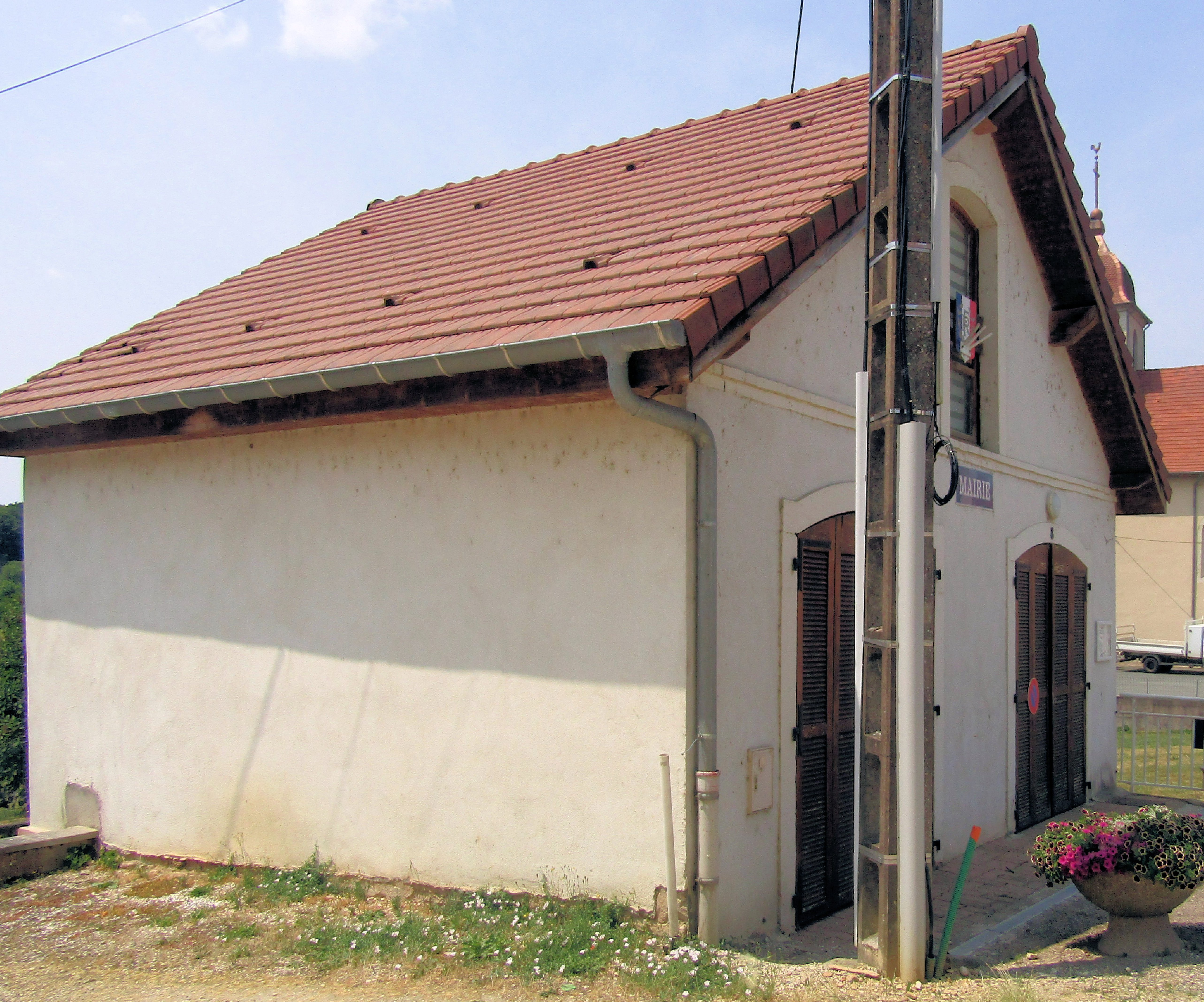
La mairie.

| Période                                  | Période  | Identité      | Étiquette | Qualité       |
| ---------------------------------------- | -------- | ------------- | --------- | ------------- |
| 2001                                     | 2014     | Guy Girardot  | Les Verts |               |
| 2014                                     | 2020     | Karine Simon, | SE        | Restauratrice |
| 2020                                     | En cours | Didier Gaiffe | SE        |               |
| Les données manquantes sont à compléter. |          |               |           |               |

## Démographie
L'évolution du nombre d'habitants est connue à travers les recensements de la population effectués dans la commune depuis 1793. Pour les communes de moins de 10 000 habitants, une enquête de recensement portant sur toute la population est réalisée tous les cinq ans, les populations de référence des années intermédiaires étant quant à elles estimées par interpolation ou extrapolation. Pour la commune, le premier recensement exhaustif entrant dans le cadre du nouveau dispositif a été réalisé en 2005.

En 2022, la commune comptait 389 habitants, en évolution de −7,6 % par rapport à 2016 (Doubs : +1,88 %, France hors Mayotte : +2,11 %).
| 1793 | 1800 | 1806 | 1821 | 1831 | 1836 | 1841 | 1846 | 1851 |
| ---- | ---- | ---- | ---- | ---- | ---- | ---- | ---- | ---- |
| 402  | 403  | 388  | 472  | 563  | 575  | 611  | 642  | 642  |

| 1856 | 1861 | 1866 | 1872 | 1876 | 1881 | 1886 | 1891 | 1896 |
| ---- | ---- | ---- | ---- | ---- | ---- | ---- | ---- | ---- |
| 587  | 548  | 501  | 488  | 465  | 453  | 456  | 432  | 402  |

| 1901 | 1906 | 1911 | 1921 | 1926 | 1931 | 1936 | 1946 | 1954 |
| ---- | ---- | ---- | ---- | ---- | ---- | ---- | ---- | ---- |
| 409  | 351  | 330  | 332  | 326  | 337  | 338  | 393  | 374  |

| 1962 | 1968 | 1975 | 1982 | 1990 | 1999 | 2005 | 2006 | 2010 |
| ---- | ---- | ---- | ---- | ---- | ---- | ---- | ---- | ---- |
| 364  | 405  | 469  | 518  | 474  | 450  | 398  | 402  | 418  |

| 2015 | 2020 | 2022 | - | - | - | - | - | - |
| ---- | ---- | ---- | - | - | - | - | - | - |
| 420  | 392  | 389  | - | - | - | - | - | - |

## Lieux et monuments

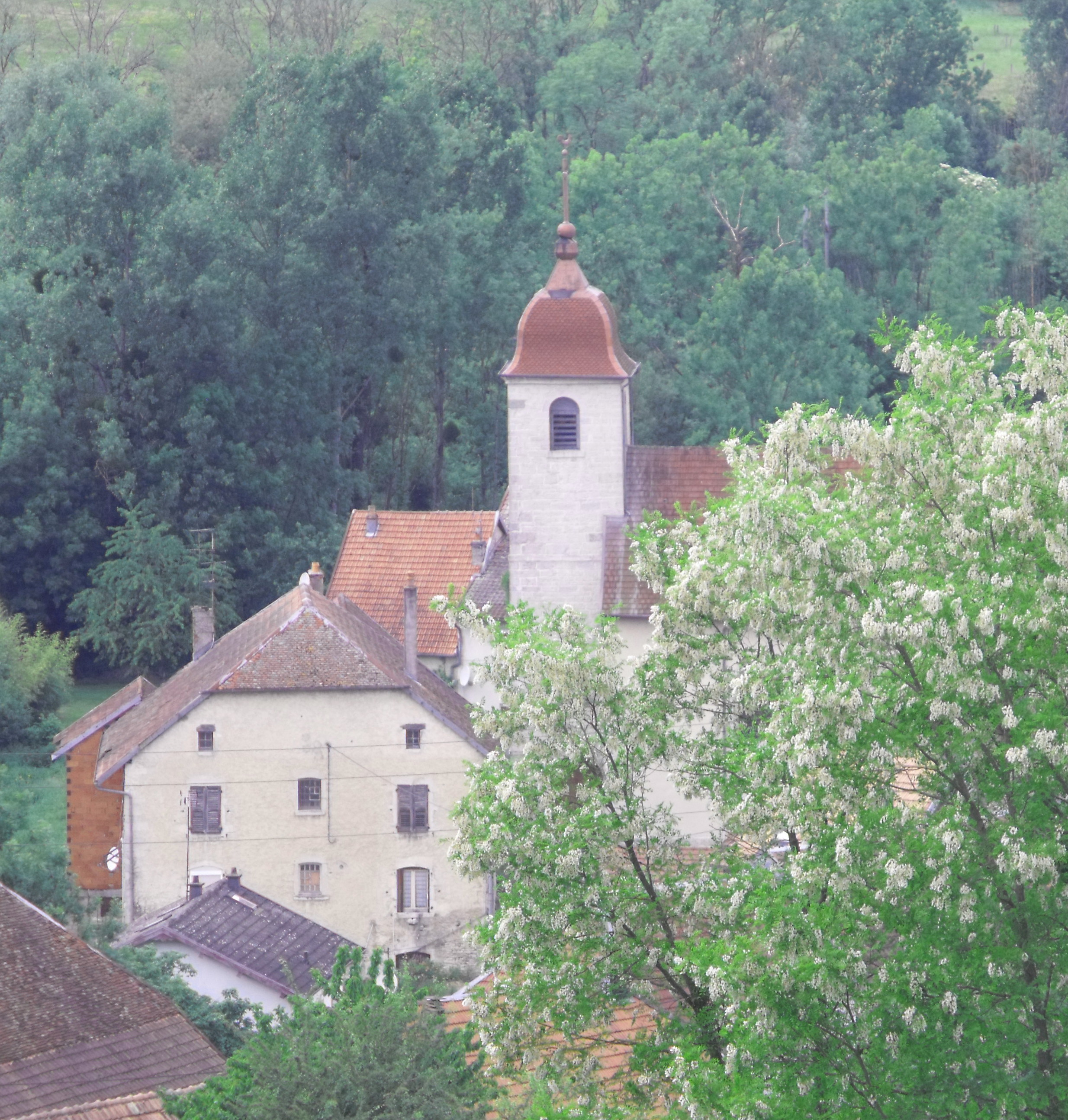
Église de Rang

- Fontaine-lavoir dite fontaine aux lions.
- Les vestiges de la Motte castrale de la Malatière sur le territoire de la commune, inscrit monument historique en 2011.

### Filmographie
- Rue de Verdun (2018, 12 min), documentaire de Claude Humbert sur les Boignaciens morts pour la France pendant la Première Guerre mondiale. Le cas d'Ulysse Pourcelot, soldat de Rang inhumé par erreur à Boigny, est évoqué à partir de 9 min 34 s. [vidéo] Visionner la vidéo sur Vimeo.